# Christopher Pope
Christopher Neville Pope é um físico estadunidense, professor de física e astronomia da Universidade do Texas A&M.
Obteve o bacharelado em 1976 no Clare College da Universidade de Cambridge e recebeu a Medalha Tyson. No St John's College (Cambridge) obteve em 1979 um mestrado e em 1980 um Ph.D. Sua tese, Instantons in quantum gravity foi orientada por Stephen Hawking.